# Joana Schümer
Joana Schümer (* 8. Juli 1969 in Hamburg) ist eine deutsche Schauspielerin.

## Leben
Von 1989 bis 1993 war Schümer an der Hochschule für Künste in Berlin. 1990 legte sie ein Gastsemester am Institut für Musik, darstellende Kunst und Filmkunst in Sankt Petersburg (GUS) ein.
Da ihre Leidenschaft auch immer der Musik galt, gründete sie während ihres Engagements am Schauspielhaus Bochum ihre eigene Band mit einem Madonna unplugged Programm.
Einem breiten Publikum bekannt wurde Schümer durch ihre Rolle der Maren Heilmann in Bianca – Wege zum Glück und als Tamara Dannenberg in Tessa – Leben für die Liebe. 2010 spielte sie in 98 Folgen bei Anna und die Liebe als Brigitte mit.
Seit 2011 leitet Schümer eine Praxis für Körpertherapie und Naturheilkunde in Berlin-Friedrichshagen.
Seit Mitte August 2016 hat Schümer bei Gute Zeiten, schlechte Zeiten eine ständig wiederkehrende Gastrolle als Bankerin Rosa Lehmann.

## Filmografie
- 1993: Ich bin den Sommer über in Berlin geblieben (Kurzfilm)
- 1993: Die Bombe tickt
- 1993: Nach Erzleben
- 1994: Der Verräter
- 1994–1995: Balko
- 1995: Schicksal am Montmartre (Musicalaufzeichnung)
- 1999: Die Schule am See
- 2000: Alarm für Cobra 11 – Die Autobahnpolizei: Tulpen aus Amsterdam
- 2000: St. Angela
- 2000: Die Camper
- 2002: Für alle Fälle Stefanie
- 2002: Der Ermittler
- 2004: Der tote Bruder
- 2004–2005: Bianca – Wege zum Glück (Telenovela)
- 2005–2006: Tessa – Leben für die Liebe (Telenovela)
- 2006: Hallo Robbie! – Ein ruhiges Wochenende
- 2006–2008: Stubbe – Von Fall zu Fall
  - Verhängnisvolle Freundschaft (2006)
  - Schmutzige Geschäfte (2007)
  - Bittere Wahrheiten (2007)
  - Dritte Liebe (2008)
- 2009: SOKO Kitzbühel
- 2010: Anna und die Liebe (Folgen 397–495)
- seit 2016: Gute Zeiten, schlechte Zeiten
- 2018: SOKO Wismar – Der schöne Finn

## Theater
- 1995–1998: Schauspielhaus Bochum
- 1995: Theater Zerbrochene Fenster Berlin
- 1995: Volkstheater Rostock
- 1993–1994: St. Pauli Theater Hamburg

## Hörspiele
- 2014: Sarah Trilsch: Über uns die Lichter (Jutta) – Regie: Anouschka Trocker (Hörspiel – RBB)